# Euphorbia wildii
Euphorbia wildii är en törelväxtart som beskrevs av Leslie Larry Charles Leach. Euphorbia wildii ingår i släktet törlar, och familjen törelväxter. Inga underarter finns listade i Catalogue of Life.